# Hans Trippolt

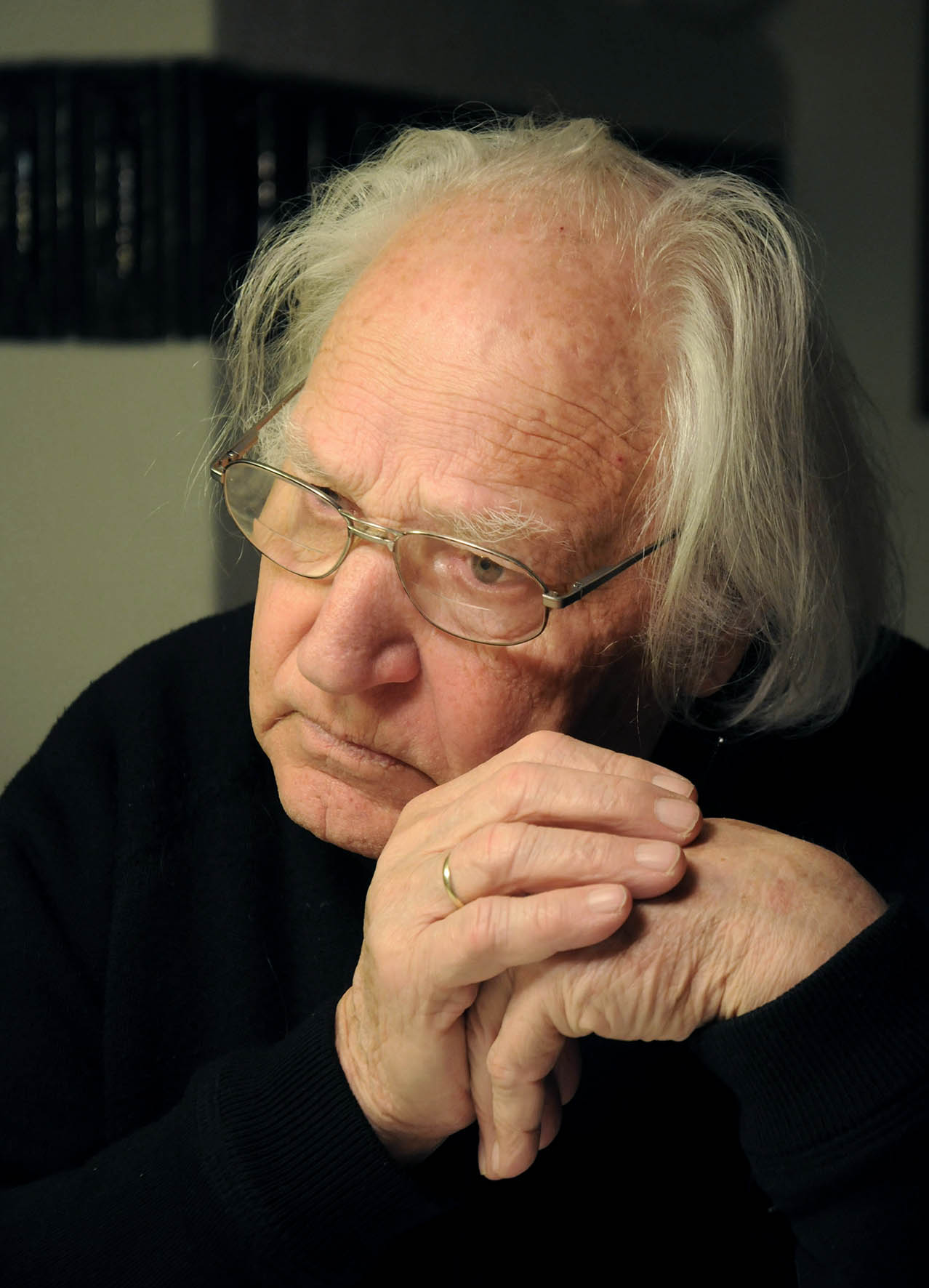
Hans Trippolt (2007)

Hans Trippolt (* 14. Juli 1919 in Bad St. Leonhard im Lavanttal; † 21. Februar 2012 in Schruns) war ein österreichischer Maler und Pädagoge.

## Leben und Werk
Hans Trippolt besuchte ab 1934  die Lehrerbildungsanstalt in Feldkirch. 1939 absolvierte er den Vorbereitungskurs für die Aufnahme an der Akademie der bildenden Künste München. 1939 bis 1945 leistete er Kriegsdienst, bis 1949 war er in Kriegsgefangenschaft. 1950 heiratete er und trat in den Schuldienst in Bregenz ein. 1950 bis 1979 war er Lehrer und (ab 1956) Leiter der Volksschule Augasse in Bregenz. 1955 wurde er in die Vorarlberger Künstlervereinigung aufgenommen.
Hans Trippolt war von seiner Jugend in Kärnten an künstlerisch tätig. Auch während der Kriegsgefangenschaft in der Sowjetunion entstanden viele Werke, die jedoch alle bei der Entlassung Ende 1949 vernichtet wurden. Während der Jahrzehnte als Lehrer und später im Ruhestand schuf er eine Vielzahl von Aquarellen und Ölbildern. Hauptmotive sind Bodensee- und Alpenlandschaften sowie Ansichten der Stadt Bregenz.
Über Hans Trippolts Werk schreibt das Vorarlberger Künstlerlexikon: „Das Leben in der Nähe des Bregenzer Seeufers und dessen Umgebung liefern Eindrücke, die in den Arbeiten eine untrügbare Harmonie zwischen Landschaft und Betrachter, zwischen Farbe und Form widerspiegeln. Seine Vorstellung von Kunst ist die Notwendigkeit, Gefühl und Geist harmonisch zusammenwirken zu lassen. Zeitgenössische Tendenzen finden keinen Eingang in die vielzähligen Aquarelle, die neben ihrer malerischen Qualität auch dokumentarischen Wert besitzen.“
In einem Text des Vorarlberg Museums in Bregenz heißt es über den Künstler: „Hans Trippolt hat sich mit seinen meisterhaften Aquarellen in die Vorarlberger Kunstgeschichte eingeschrieben. Mit seinen Werken erweist er sich nicht nur als großer Künstler des flüchtig festgehaltenen Augenblicks, sondern auch als Dokumentar der Kulturlandschaft. Besonders die Darstellungen von Bregenz zeugen von den großen Veränderungen der Stadt.“

## Ausstellungen (Auswahl)
Zu den bedeutendsten Ausstellungen Trippolts gehören:
- 1956: „Vorarlberger Künstler“, Messehalle Dornbirn, Teilnahme
- 1956–1981: Regelmäßige Teilnahmen an den jährlichen Ausstellungen der Mitglieder der Berufsvereinigung Bildender Künstler Vorarlbergs im Künstlerhaus Bregenz im Palais Thurn und Taxis
- 1976: „Kunst in Vorarlberg 1900–1950“, Vorarlberger Landesmuseum, Bregenz, Teilnahme
- 1987: Kulturzentrum, Meggenhofen
- 1989: „Hans Trippolt 1919–1989“, Künstlerhaus Bregenz im Palais Thurn und Taxis
- 1991: Museumsgalerie Mesnerhaus, Mieming
- 1995: „Aquarelle 1945–1995“, Montforthaus, Schubertiade Feldkirch
- 2009: „Hans Trippolt – Aquarelle“, Künstlerhaus Bregenz im Palais Thurn und Taxis
- 2015: „berg.werke – Piz Puin & Co.“ Montafoner Heimatmuseum Schruns, Teilnahme
- 2019: „Bregenz 1950–2010“, Siechenhaus, Bregenz
- 2019: „Unbekannte Arbeiten auf Papier“, MAP Galerie, Schruns
- 2019: „Erinnerungen 1939–1950“, Montafoner Heimatmuseum Schruns